# Джанхасан

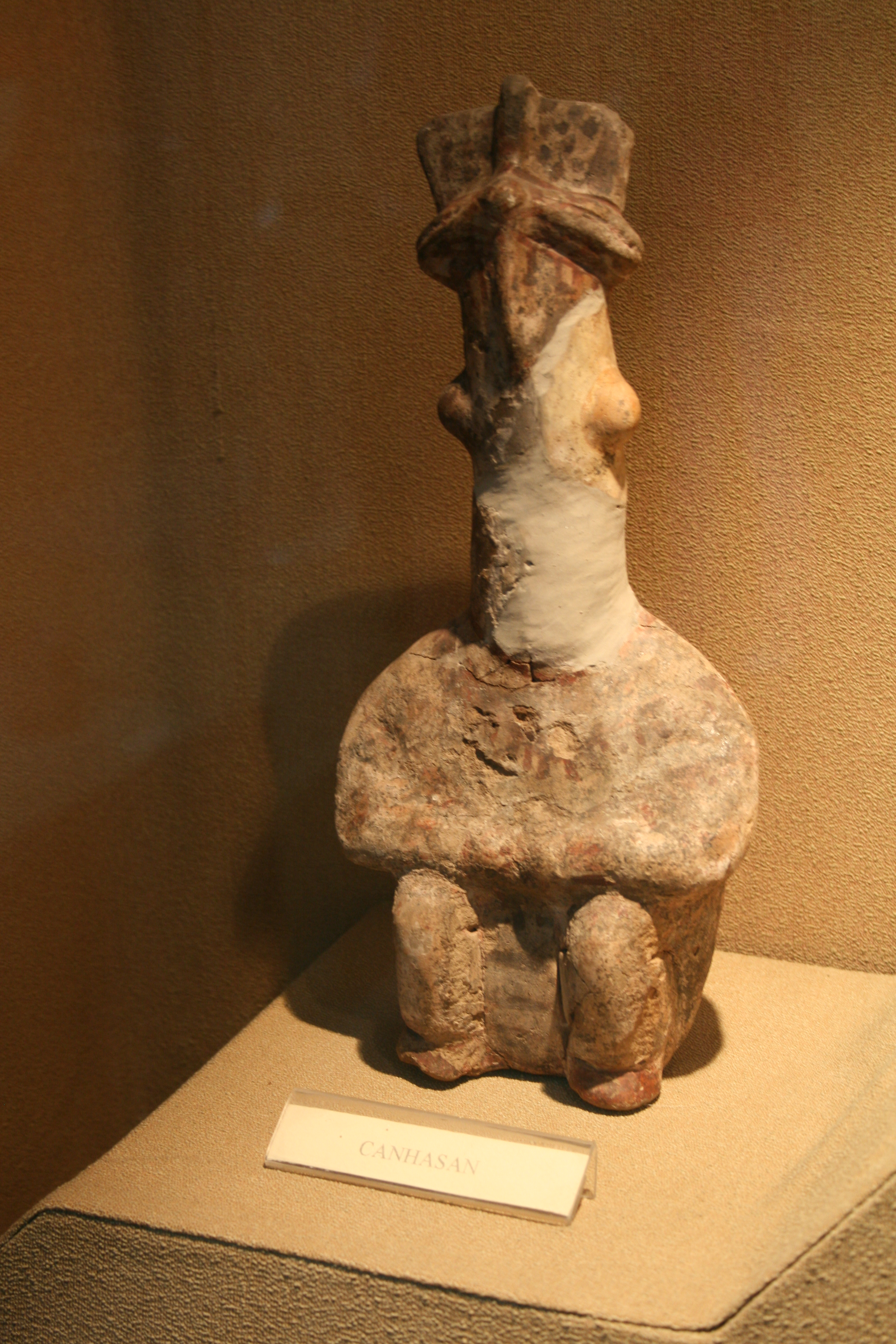
Фигурка из Джанхасана.

Джанхасан, тур. Canhasan — археологический памятник в 13 км к северо-востоку от турецкого города Караман в провинции Конья. Находки относятся к трём стадиям эпохи халколита. Поселение располагалось на естественной дороге между центральной и южной Анатолией и играл основную роль в торговле и культурных контактах между регионами.

## Археологические исследования
Памятник был впервые обнаружен Джеймсом Мелартом (James Mellaart). Раскопки проводились в том числе Британским институтом в Анкаре в 1961-1967 и 1969-1970 гг. под руководством Давида Френча. На памятнике были обнаружены остатки архитектурных сооружений, керамика. Важным значением Джанхасана является то, что его стратиграфическая последовательность пересекается и перекрывает плохо известные периоды стратиграфической последовательности на памятниках Ликаонской равнины, таким образом работы на Джанхасане позволили составить и изучить полную стратиграфию за более чем 2000-летний период истории жизни в регионе, включая такие памятники как, например, Чатал-Хююк.